# Wybory parlamentarne w Belize w 1998 roku

Mandaty w parlamencie Belize 1998

Wybory parlamentarne w Belize w 1998 roku zostały przeprowadzone 27 sierpnia w celu wyłonienia 29 członków Izby Reprezentantów. Przeprowadzeniem wyborów zajmował się Departament Wyborów i Granic, będący organem podrzędnym wobec Komisji Wyborów i Granic. Zwycięstwo uzyskała Zjednoczona Partia Ludowa (PUP), zdobywając 26 mandatów. Ugrupowanie to odzyskało władzę utraconą w wyniku wyborów z 1993 roku. Skład Zgromadzenia Narodowego uzupełniła Zjednoczona Partia Demokratyczna (UDP), która utraciła w porównaniu do poprzednich wyborów trzynaście mandatów.

## Wyniki wyborów parlamentarnych
Do udziału w wyborach uprawnionych były 94 173 osoby. Głosy oddało 84 889 obywateli, co dało frekwencję na poziomie 90,14%. Głosy można było oddać na jednego z 82 kandydatów.
|  | Partia                                        | Głosy  | Procent | Mandaty | % mandatów |
|  | --------------------------------------------- | ------ | ------- | ------- | ---------- |
|  | Zjednoczona Partia Ludowa                     | 50 330 | 59,67%  | 26      | 89,66%     |
|  | Zjednoczona Partia Demokratyczna              | 33 237 | 39,41%  | 3       | 10,34%     |
|  | Kandydaci niezależni                          | 372    | 0,44%   | -       | -          |
|  | Demokratyczna Partia Ludowa                   | 225    | 0,27%   | -       | -          |
|  | Narodowy Sojusz dla Praw Belizeńczyków        | 174    | 0,21%   | -       | -          |
|  | Narodowa Partia Tworzenia Rzeczywistej Prawdy | 7      | 0,01%   | -       | -          |
|  | Głosy nieważne                                | 544    | 0,64%   | -       | -          |
|  | Razem głosy ważne                             | 84 889 | 100,0%  | 29      | 100,0%     |